# Linda Blümchen

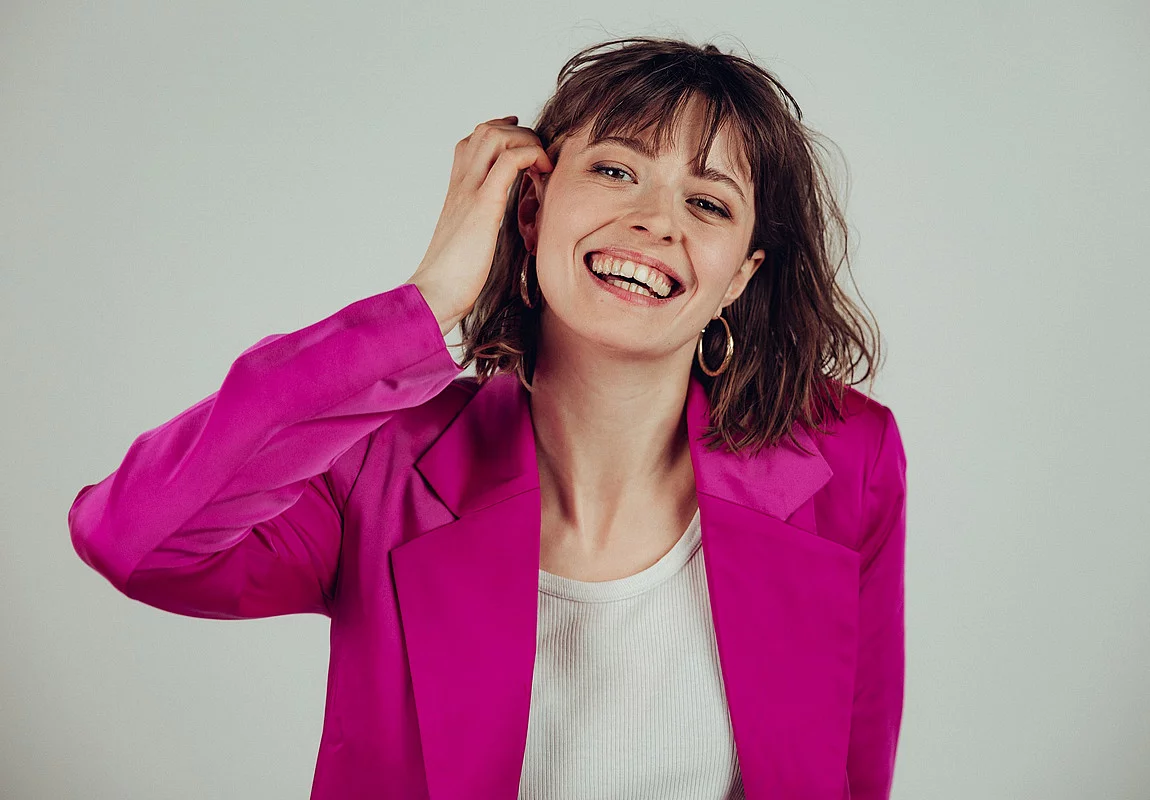
Linda Blümchen (2025).

Linda Blümchen (* 27. April 1994 in Berlin) ist eine deutsche Schauspielerin und Hörspielsprecherin.

## Leben und künstlerische Karriere
Linda Blümchen wuchs in Berlin auf. Sie absolvierte ihre Schauspielausbildung an der Universität der Künste Berlin.
Als Bühnendarstellerin trat sie in zahlreichen Theaterstücken auf, wie beispielsweise in Ein Sommernachtstraum, Graf Öderland und Moby Dick. In der Spielzeit 2018/19 war sie am Theater Basel engagiert. Seit der Spielzeit 2020/21 ist sie festes Ensemblemitglied am Residenztheater München. 2021 erhielt sie in Zusammenarbeit mit Massiamy Diaby den Digital-Preis «Resi sendet» des Vereins der Freunde des Residenztheaters e.V. Als Schauspielerin vor der Kamera wirkte sie seit 2013 in mehreren Film- und Fernsehproduktionen mit, darunter in mehreren Kurzfilmen.
2024 erhielt sie den Bayerischen Kunstförderpreis in der Kategorie "Darstellende Kunst".

## Filmografie (Auswahl)
- 2013: Lisa Lilly (Kurzfilm)
- 2014: Schwarze Schafe (Kurzfilm)
- 2014: The Age of Revolution (Kurzfilm)
- 2015: Eva und Maria (Kurzfilm)
- 2016: Nona (Kurzfilm)
- 2017: In aller Freundschaft (Fernsehserie, 1 Folge)
- 2017: Chaos-Queens: Die Braut sagt leider nein
- 2018: Die Spezialisten – Im Namen der Opfer (Fernsehserie, 1 Folge)
- 2018: SOKO Wismar (Fernsehserie, 1 Folge)
- 2018: Milk & Honey (Fernsehserie, 1 Folge)
- 2018: Ihr Ort (Kurzfilm)
- 2019: Der Kriminalist (Fernsehserie, 1 Folge)
- 2021: Nirgendwo, vielleicht auch hier (Kurzfilm)
- 2021: Die Verspielenden (Kurzfilm)
- 2023: Alles Fifty-Fifty (Spielfilm)
- 2024: 30 Tage Lust (Miniserie)
- 2025: Der Kroatien-Krimi – Folge "Gefahr im Verzug" (AT) (als Jasna Ljuba)

## Theater (Auswahl)

### Berliner Ringtheater
- 2017: Auf die Bombe (als Dorothee). Von Franziskus Claus. Inszenierung: Franziskus Claus[9]

### Theater Basel
- 2019: Hexenjagd (als Abigail Williams). Von Arthur Miller. Inszenierung: Robert Icke[10]
- 2019: In den Gärten oder Lysistrata Teil 2 (Weibliche Rollen). Von Sibylle Berg nach Aristophanes. Inszenierung: Miloš Lolić[11]
- 2019: Andersens Erzählungen (als Henriette Thyberg, Edvards Braut). Nach Hans Christian Andersen. Inszenierung: Jherek Bischoff, Jan Dvořák und Philipp Stölzl[12]
- 2020: Graf Öderland (als Hilde, Inge und Coco). Nach Max Frisch. Inszenierung: Stefan Bachmann[13]

### Residenztheater München
- 2020: Medea (als Kreusa/Bote). Nach Euripides. Inszenierung: Karin Henkel
- 2020: Das Erdbeben in Chili (Ensemble). Nach der gleichnamigen Novelle von Heinrich von Kleist. Inszenierung: Ulrich Rasche[14]
- 2021: Graf Öderland (als Hilde, Inge und Coco). Nach Max Frisch. Inszenierung: Stefan Bachmann (Übernahme vom Theater Basel)[15]
- 2021: Dekalog (Ensemble). Nach dem gleichnamigen Drehbuch von Krzysztof Kieślowski und Krzysztof Piesiewicz  Inszenierung: Calixto Bieito[16]
- 2021: Tagebuch eines geschlossenen Theaters (mit Massiamy Diaby)  Staffel 1 #93 + #154 + Staffel 2 #10. Von Linda Blümchen und Massiamy Diaby
- 2021: Hamlet (als Ophelia). Nach William Shakespeare. Inszenierung: Robert Borgmann[17]
- 2021: Die Träume der Abwesenden (als Xandra, Tochter von Alexander). Nach Judith Herzberg. Inszenierung: Stephan Kimmig[18][19][20][21]
- 2022: Bitches (als Cleo). Nach Bola Agbaje. Inszenierung: Philip J Morris[22]
- 2022: Warten auf Platonow (als Linker Zeigefinger). Nach Anton Pawlowitsch Tschechow. Inszenierung: Thom Luz[23]
- 2022: Das Käthchen von Heilbronn (als Rosalie, ihre Zofe / Karoline von Günderrode). Nach Heinrich von Kleist. Inszenierung: Elsa-Sophie Jach[24]
- 2023: Antigone (als Ismene). Nach Sophokles und  Slavoj Žižek. Inszenierung: Mateja Koležnik[25]
- 2023: Andersens Erzählungen (als Henriette Thyberg, Edvards Braut). Nach Hans Christian Andersen. Inszenierung: Jherek Bischoff, Jan Dvořák und Philipp Stölzl (Übernahme vom Theater Basel)[26]
- 2024: Das Schloss. Nach Franz Kafka. Inszenierung: Karin Henkel[27][28][29][30][31][32][33][34]
- 2024: Moby-Dick (als Pip, ein Walfänger). Nach Herman Melville. Inszenierung: Stefan Pucher[35][36][37]
- 2024: Ein Sommernachtstraum (als Hermia). Nach William Shakespeare. Inszenierung: Stephan Kimmig[38][39][40][41][42]
- 2025: Salome (als Salome). Nach Oscar Wilde in einer Bearbeitung von Jarosław Murawski. Inszenierung: Ewelina Marciniak[43][44]
- 2025: Nach Mitternacht (als Gerti). Von Cosmea Spelleken nach dem gleichnamigen Roman von Irmgard Keun. Inszenierung: Cosmea Spelleken[45]

## Hörspiele (Auswahl)
- 2019: Lars Werner: Ich wünschte, ich hätte Dich vor dem Internet kennengelernt  (Ella) – Regie: Christine Nagel (Original-Hörspiel – Deutschlandradio)
- 2019: Hans Schweikart: Es wird schon nicht so schlimm – Regie: Christine Nagel (Originalhörspiel – RBB)
- 2019: Rusalka Reh: Genesiswego – Der Hund muss ins All! (Vernoras Mutter) – Regie: Christine Nagel (Originalhörspiel, Kinderhörspiel – Deutschlandradio)
- 2020: Jane Austen: Überredung (1. Teil) (Louisa Musgrove) – Regie: Christine Nagel (Hörspielbearbeitung – HR)
- 2020: Bertolt Brecht: Trommeln in der Nacht (Anna Balicke) – Regie: Christine Nagel (Hörspielbearbeitung – RBB/Deutschlandradio)
- 2021: Christine Nagel: Rahel, damit sie mich kennen (10 Teile) – Regie: Christine Nagel (Originalhörspiel – RBB)
- 2021/22: Apollonios von Rhodos: Die Fahrt der Argonauten (4 Teile) (Athene) – Regie: Iris Drögekamp (Hörspielbearbeitung – SWR)
- 2022: Elena Ferrante: Die Geschichte eines neuen Namens (4. Teil) (Elisa) – Bearbeitung und Regie: Martin Heindel (Hörspielbearbeitung – BR)
- 2022: Elena Ferrante: Die Geschichte der getrennten Wege. Neapolitanische Saga (4 Teile) – Bearbeitung und Regie: Martin Heindel (Hörspielbearbeitung – BR)
- 2022: Elena Ferrante: Die Geschichte des verlorenen Kindes. Neapolitanische Saga (1. Teil) – Bearbeitung und Regie: Katja Langenbach (Hörspielbearbeitung – BR)
- 2022: Joseph Conrad: Lord Jim (4 Teile) (Jewel) – Bearbeitung und Regie: Martin Heindel (Hörspielbearbeitung – HR/Der Hörverlag)
- 2022: Yasmina Reza: Serge (Joséphine Popper) – Bearbeitung und Regie: Ulrich Lampen (Hörspielbearbeitung – SWR)
- 2023: Richard Oehmann: Die Totentorte von Epfing (Lilli Rampel) – Regie: Richard Oehmann (Originalhörspiel – BR)
- 2024: Christine Nagel: Flog ein Vogel federlos Regie: Christine Nagel (Originalhörspiel – BR/Deutschlandradio)

Quelle: ARD-Hörspieldatenbank

## Ehrungen und Auszeichnungen
- 2021: Einladung mit Ensemble zum Berliner Theatertreffen mit Graf Öderland (Theater Basel / Residenztheater München)
- 2021: Digital-Preis beim Kurt-Meisel-Preis des Vereins der Freunde des Residenztheaters e.V. (mit Massiamy Diaby) für «Resi sendet»
- 2024: Bayerischer Kunstförderpreis in der Kategorie "Darstellende Kunst"
- 2025: Nominierung Deutscher Schauspielpreis in der Kategorie Duo zusammen mit Simon Steinhorst für 30 Tage Lust[46]